# ساعة الحسم
ساعة الحسم (بالإنجليزية: The Darkest Hour) هو فيلم أكشن خيال علمي من إخراج كريس جوراك وبطولة إميل هيرش، ماكس مينغيلا، أوليفيا ثيرلبي، راشيل تايلور وجويل كينمان، صدر الفيلم في الولايات المتحدة في 25 ديسمبر 2011.

## روابط خارجية
ساعة الحسم على موقع IMDb (الإنجليزية)
- ساعة الحسم على موقع ميتاكريتيك (الإنجليزية)
- ساعة الحسم على موقع روتن توميتوز (الإنجليزية)
- ساعة الحسم على موقع نتفليكس (الإنجليزية)
- ساعة الحسم على موقع قاعدة بيانات الأفلام العربية
- ساعة الحسم على موقع ألو سيني (الفرنسية)
- ساعة الحسم على موقع Turner Classic Movies (الإنجليزية)
- ساعة الحسم على موقع أول موفي (الإنجليزية)
- ساعة الحسم على موقع بوكس أوفيس موجو (الإنجليزية)
- ساعة الحسم على موقع فيلمافينيتي (الإسبانية)